# ودمکیلنکولم
ودمکیلنکولم (به لاتین: Vedamakilankulam) یک منطقهٔ مسکونی در سری‌لانکا است که در استان شمالی (سری‌لانکا) واقع شده‌است.